# 膛線

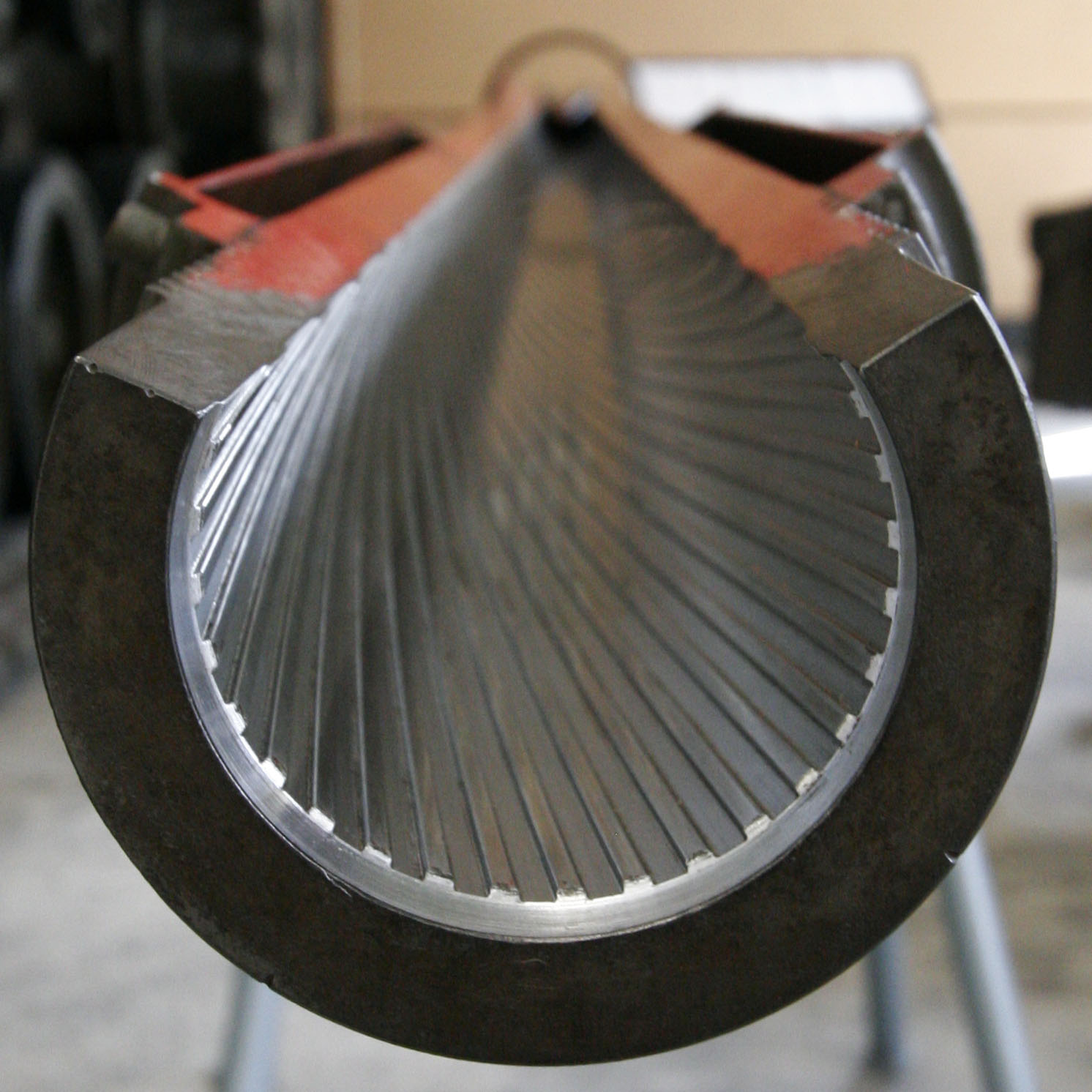
105毫米戰車砲砲管剖面

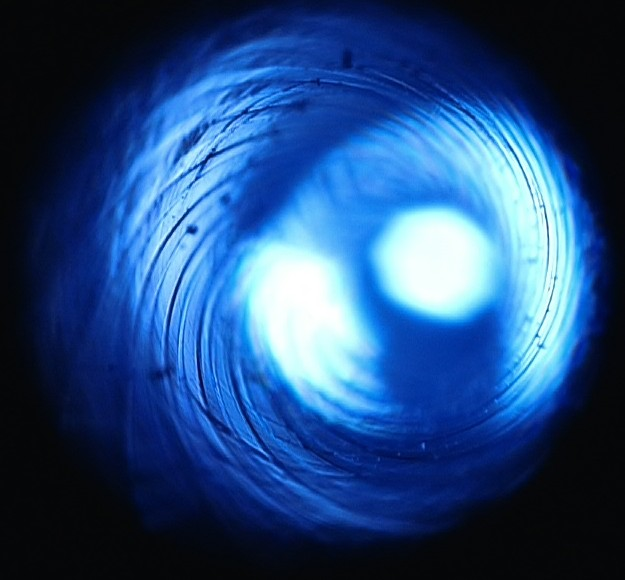
右旋的膛線

膛线（英語：Rifling，又译作来福线，來福槍即來自此名字）是现代炮管及枪管的管膛内壁上被锻刻加工出的呈螺旋狀分布的凹凸槽，可使子弹在发射时沿着膛线作纵轴旋转，产生陀螺仪效应稳定弹道，提高射击精度。
膛线下陷中空的地方称作阴线或阴膛（groove，在多边形膛线中则称为valley），凸起部分成为阳线或阳膛（land，在多边形膛线中称为hill），枪支的书面口径通常指的是一条阳线与其正对面的另一条阳线间的距离，因此子弹弹头的直径通常大于枪管阳线的直径而接近阴线的直径。

## 歷史
在15世紀已經有使用膛線的紀錄，首次大規模應用是在約1500年德國的扳機擊發火繩枪，到18世紀才真正普及。請參閱條目步槍。

## 用途
弹头会在膛线内产生纵轴自转，出膛后螺旋转动飛行，通过陀螺仪效应保持角动量守恒增加弹道精度。
在以前，線膛武器是不能使用尾翼穩定彈藥的。但是彈藥技術的提高（滑動彈帶、改進型彈托等技術）解決了這個問題。

## 原理
彈丸在膛線的作用下旋轉，這與高速旋轉的陀螺運動原理是一樣的。彈軸相當於陀螺軸，彈道切線相當於垂直軸，彈丸飛行中的張動角相當於陀螺的擺動角，彈丸的質心相當於陀螺支點，空氣作用於彈丸上的翻轉力矩相當於陀螺的重力偶矩。當彈丸在膛內運動時，膛線就迫使它高速旋轉，並且在翻轉力偶矩的作用下，除自轉外，還以其質心為中心繞彈道切線作圓錐運動，使彈軸與彈道切線始終保持很小的擺動角，（彈道學上稱為張動角）而不至於翻倒，從而保證了彈丸的穩定飛行。

## 種類

滑膛枪管
传统式线膛枪管，A＝阳线口径，B＝阴线口径
多边形膛线枪管

膛線可以主要分為兩種，分為陽膛線與陰膛線兩種設計，大砲主要使用陽膛線，攜帶式槍械主要使用陰膛線，陽膛線加工上較困難，膛線沒有一個既定數目，2、4、6、8條甚至於更多，但一般常用的有：4（手枪、步枪等）、6（狙击步枪等重视精度的枪械）、8條（机枪），另有简化版武器只使用2条膛线（比如二战英国的斯登衝鋒槍和美国春田M1903简化版步枪）。膛線根據旋轉的方向可分右旋、左旋（從射手方向看去），右旋膛線比較普及；雖然膛線的數目沒有一個既定標準，不過深度只能在固定的範圍內；膛線按截面形狀分為矩形膛線、梯形膛、弓形膛線、圓弧形膛線、多弧形膛線、多邊弧形膛線等。早期黑火药时代膛线普遍比较浅（因为黑火药残渣多，并且使用铅弹头），后来产生多种膛线，当今比较流行多弧形膛線、多邊弧形膛線等优质膛线，可以提高武器精度和初速，并减小火药烧蚀提高寿命。

### 多边形膛线
尽管多边形膛线（polygonal rifling）很早就出现了，但是在19世纪末线状无烟火药弹药刚出现时就已经很少使用。多边形膛线的原理最早是在1853年由著名的英国发明家约瑟夫·惠特沃思爵士（Sir Joseph Whitworth，1803～1887）提出的。当时惠特沃思正在试验在火炮上应用六边形炮管，并且在1854年申请了专利，但是英国军方在1856年拒绝采用他的设计，惠特沃思因此转而将设计应用到了步枪上试图取代当时服役的1853式恩菲尔德步枪。南北战争时期，南军的神枪手使用装配了多边形枪管的惠特沃思步枪在战场上取得了很大成功，甚至在1,000碼（910）的距离外一击狙杀了北军在战争中阵亡的最高将领约翰·塞奇威克将军（John Sedgwick，1813～1864，生前最后一句话是“这么远的距离，他们连大象都打不到”）。惠特沃思步枪远超同时期其他枪型（比如夏普斯步枪）的远程精度使其成了“神枪手”的代名词，并且被后世定义为最早的一款真正意义上的狙击步枪。
最后两款大批量使用的多边形膛线步枪是英国的李-梅特福步枪（Lee-Metford rifle）和日本的有坂铳。当线状无烟火药开始取代黑火药时，因为当时用来制作李-梅特福枪管的金属材料太软，膛喉磨损情况太严重无法适应新式火药，因此整个多边形膛线枪管设计被取缔，在西方几乎销声匿迹，李-梅特福步枪也随即被改制成了传统膛线的李-恩菲尔德步枪。而东方的情况则相反，有坂铳设计则通过后续的三八式步枪不断证明了其在战场上的耐用性和精度，从日俄战争和一战开始一直坚持到了二战结束才退出历史舞台。
第二次世界大战期间，因为纳粹德国为了能够快速生产大量可靠耐用的枪管而开始批量使用新发明的冷锻法，多边形膛线又重出江湖出现在MG42通用機槍上。二战结束后，许多德国的军火商还在继续推出有多边形膛线的枪械，比如莱茵金属的MG3通用机枪，以及黑克勒&科赫的G3A3自动步枪、SL7半自动步枪和著名的PSG-1半自动狙击步枪。许多以手枪设计著名的欧洲公司，比如黑克勒&科赫、格洛克、乌尔斯基·布罗德、瓦尔特等，都推出了多边形手枪管，使得多边形膛线的设计开始变得更加多样化。
多边形膛线的支持者宣称其对比传统膛线，所具有的优势有：
- 枪管结构的一致性和强度更佳，对应力集中效应的疲劳极限更高
- 枪膛气密性更佳，更高的子彈初速
- 对弹头外形的压划形变更少，更高的外弹道精度（不过没有足够的测试报告能显著支持此论点）
- 膛线磨损更轻，更長的枪管壽命
- 能残留在膛线缝隙中的碳末、铜屑等污垢更少，更容易清理；同时因为积碳积铜的程度较轻，每次清理后不需要预先发射数次（所谓的“挂垢”射击 fouling shots）才能进入挂铜稳定期，使得内弹道的化学一致性更佳

而更支持传统膛线的人则指出多边形膛线的不足之处有：
- 制造上依赖冷锻法，因而器材上的初期投资过于昂贵，而且需要做复杂的高温处理，使得中小型规模的制造厂家（绝大多数枪匠）出于成本无法染指
- 因为多边形膛线对弹头的接触面更大，如果使用无背甲的铅弹头，铅粉更容易“涂抹”囤积在膛壁上，因而增加膛壁的摩擦系数和发射时的膛压，使得理论上的炸膛风险更高。虽然没有任何实际依据证明是否所有的多边形设计的积铅率都高，推广多边形枪管最为积极的格洛克公司出于谨慎已经公开告知用户避免使用裸露的铅弹头
- 多边形膛线对弹头压划造成的形变大大低于传统膛线，因此会使得法医学上的弹道鉴定更为困难，增加对枪支犯罪侦查的难度并降低执法机构的办案效能。不過在戰場上這並不會造成困擾。

## 缠率
为了达到最佳射击性能，枪管应具有足够的膛线缠度（twist rate）来稳定需要发射的子弹，但是缠度太大也会白白浪费子弹前进的动能。通常大口径子弹更加稳定，因为半径更大会提供更多的转动惯量；更长的子弹更难稳定，因为通常重心更靠后而且外力干扰产生的力矩也更大。因为步枪弹通常比手枪弹更长、口径更小，因此整体来说步枪拥有比手枪更高的缠率。比如，发射5.56×45毫米SS109北约弹和L110曳光弹的M16A2步枪则拥有1:7英寸的缠率，民用的AR-15步枪则通常有1:12英寸～1:9英寸之间的缠率；而发射.45 ACP的M1911手枪则拥有1:16英寸的缠率。发射球状弹丸的前装枪因为长度直径比最小（等于1），缠率也最小，通常只有1:72英寸～1:48英寸。

### 缠度的表达方式
一共有三种描述缠度的方式。
1. 最常用的第一种方式是用缠距（travel length）——也就是每根膛线螺旋一周所需要走过的枪膛长度（常用单位是英寸）计算缠度，通常是用缠距的倒数来表达。比如某根枪管内的膛线每螺旋一周需要10英寸，那么这根枪管的缠度就是每10英寸一周，也就是1:10英寸。这种方法虽然方便，但是因为忽视了枪膛口径，不能很好的解释缠度相对起来是快是慢。
2. 第二种方法是在第一种方法的基础上加入了枪膛口径，用口径与缠距的比例来表述缠度，比第一种方法更能清楚解释不同口径枪管之间缠度的相对快慢。数学计算公式就是：
{\displaystyle {Twist}={\frac {L}{D_{bore}}}}
  - {\displaystyle Twist} ＝ 口径比缠度
  - {\displaystyle L} ＝ 缠距（毫米或英寸）
  - {\displaystyle D_{bore}} ＝ 枪膛（阳线）口径（毫米或英寸）

这其中缠距{\displaystyle L}和口径{\displaystyle D}的单位必须统一。
3. 第三种方法只是简单的表达膛线阴线和枪膛纵轴间的夹角。这种表达方式并不常见。

### 缠度与弹道稳定度
1879年，伍利奇皇家军事学院的数学教授阿弗莱德·乔治·格林希尔爵士（Sir Alfred George Greenhill）研究出了一套为铅芯弹计算最佳缠度的经验法则。这套方法利用子弹的长度，而不需要考虑重量或者弹头形状。这个以他命名的“格林希尔公式”至今还在使用，如下：
{\displaystyle Twist={\frac {CD^{2}}{L}}\times {\sqrt {\frac {SG}{10.9}}}}
- {\displaystyle C} ＝ 常数，一般是150，枪口初速高过2,800英尺每秒（850每秒）时则使用180
- {\displaystyle D} ＝ 子弹直径（单位为英寸）
- {\displaystyle L} ＝ 子弹长度（单位为英寸）
- {\displaystyle SG} ＝ 子弹比重（铅芯弹使用10.9，可以对消掉公式的后半部分）

{\displaystyle C}原来的值是150，在配上子弹直径{\displaystyle D} 和长度{\displaystyle L}（都以英寸为单位）后可以得出以“英寸/周”为单位的缠度。在2,800英尺每秒（850每秒）的速度内可以如此计算；但是超过这个速度，180的{\displaystyle C}值就会被使用。比如，在2,000英尺每秒（610每秒）的速度下，一颗0.5英寸（13）的半径和1.5英寸（38）的长度的子弹，根据格林希尔公式就会得出25的结果，也就是每周缠距25英寸（640）.
后来，包括“米勒旋绕规则”在内的用来确定稳定度和缠度的改进版公式也开始被研究出来。
如果缠度不够，子弹在飞行中就会产生侧偏并且翻滚，最后斜角击中目标后留下长形的弹孔（被称作“钥匙洞”）。一旦侧偏现象开始发生，子弹就会因为进动影响开始向随机方向偏离，精确度就毫无希望了。反过来，缠度太多也会产生问题，过度的旋绕会加速枪管磨损，并且在高膛速下造成过量的旋转使得弹头外壳破裂，在空中飞行时发生解体碎弹现象。老式的单一金属铸造的抛射物（比如鸟铳弹丸）通常无法达到能够导致解体的速度和转速，但是现代无烟火药可以为旋转稳定的抛射物提供大约1,600每秒（5,200英尺每秒）的枪口初速，滑膛坦克炮中更为先进的推进药则可以提供大约1,800每秒（5,900英尺每秒）的枪口初速。过高的缠度还可能影响精度，因为子弹本身任何不一致的部分（比如质量分布不均）都可能被旋转动作放大。 特别是尺寸过小的子弹有可能不是同心同轴的进入枪膛，而过度的膛线绕旋会使得这个问题加剧。

### 子弹旋转度
线膛枪管发射出的子弹根据枪口初速和缠率，能以超过300000 RPM（5 kHz）的速度旋转。一个物体围绕单个轴的旋转值{\displaystyle S}可以定义成：
{\displaystyle S={\frac {\upsilon }{C}}}
- {\displaystyle \upsilon }是旋转物体中某个点的线性速度（单位是距离/时间）
- {\displaystyle C}是这个测量点围绕轴心旋转时所画出的圆周长

与枪管膛线相吻合的子弹在飞离枪膛是会带有的旋转度是：
{\displaystyle S={\frac {\upsilon _{0}}{L}}}
- {\displaystyle \upsilon _{0}}是枪口初速
- {\displaystyle L}是缠度

举个例子，M4卡宾枪的枪管膛线缠度是1:7英寸（177.8），枪口初速是3,050英尺每秒（930每秒），所发射的子弹会被赋予的旋转度会是：
{\displaystyle 930m/s\div 0.1778m=5.2kHz(314000RPM)}
过快的旋转会超过子弹的设计极限，形成可以造成子弹在飞行中发生放射状解体的离心力。

## 造法
現代製造膛線的方法主要有四種：

### 單點鉤切法
单点钩切法（cut rifling）在16世紀就已被發明，是最早期的生產方法。這種膛線製法是使用一個鉤狀削刀，在槍管內邊轉邊切、慢慢地一條條削出膛線，這種方法費工費時，在其他膛線製法出現後，它就不再被用來進行大量生產。由於準確度最高，現今最高級的競賽用槍管仍用此方法製造。
把钩状切刀安置在比枪膛直径略细的钢拉杆上，钩形刮刀刃口的高度可以通过调节拉杆层部的螺丝来调节。每拉动通过枪管一次，拉杆移动几微米，随着枪管的匀速旋转，拉削出一条有一定缠度的阴膛线，达到预定宽度后，再换位置拉第二条膛线。早期的线膛枪拉一条阴膛线只要拉削二十次左右，而一支较好的枪拉削同样的阴膛线要拉削一百次左右。拉的次数越多，形成的拉槽越细，越精密

### 多點式拉削法
多点拉削法（broached rifling）是單點鉤切法的改良，使用拉刀（broach），邊拉邊轉，一次同時把數條膛線切削出來。早期製法要換拉刀拉削多次，每次拉刀都比前一次大一點，逐漸增加陰膛線深度；現代則在同一支拉刀上有多組刀模，後面的刀模比前面的要大一點，因此不必換拉刀就可以把膛線切削出來。
這個方法早在19世紀就已發明，20世紀初的軍用步槍都是用這種方法來製造膛線，即使在德國人發明錘鍛法之後，還是有許多槍用此法來大量生產。
在一根拉杆上固定25至30个硬质合金钢环，每个钢环之间的距离相等，每个钢环上加工有与阴膛线数量相同的等距的刮刀，每把切刀可循其缠角与下一个环上的切刀相连，从头连到尾部即可视为一条螺形线。每一个环上刀刃的突出量略大于前一个环，形成一组系列切刀，所开的槽具有稳定的宽度，深度和间隔，这种组合环形拉削刀通过枪膛—次．则可切削出全部的阴膛线，缩短工作时间，提高了产量和品質。

### 模頭擠壓法
模头挤压法（button rifling）在1950年代由美國雷明頓公司工程師麥克·華克（Mike Walker）發明的膛線製法。其方法是先將槍管鑽一個比膛徑（bore diameter）稍小的洞，然後用一根上面有跟陰膛線對應突起的高硬度模頭（button），用高壓機器從洞中邊轉邊壓下去，將鋼材擠成陰膛線和陽膛。現代槍管多數用此方法製作。

### 錘鍛法
锤锻法（hammer forging）又名冷鍛法（cold forging），由德國在1930年代發明，是現代製造槍管膛線的方法，多用來製造多角型膛線（polygonal rifling），適合大量生產槍管。它的作法是將槍管鑽一個比陰膛直徑（groove diameter）稍大的洞，將一根和槍管內膛形狀相反（陰膛線位置突起）、貫穿整根槍管的高硬度模桿放在洞中，然後以機器在槍管外錘打，把鋼材擠到緊貼模桿，然後將模桿抽出，模桿突出的地方所壓出的就變成陰膛線了。這是速度最快、成本最低的方法之一，而且產出的膛線沒有其他加工方法造成的刀痕，使得槍管壽命較長且有益于精度。不過由於巨額的初期設備投資，僅有少數规模较大的槍管製造廠使用這種方法來製造膛線。

### 电化学蚀刻法
固定阴极法电解加工身管膛线，在一个与身管长度相近的导电金属本体上，有与身管膛线相应的螺旋槽，螺旋槽内镶有与槽相应的螺旋型绝缘体镶条并固定，导电金属本体用铜材料制取，螺旋型绝缘体镶条用有机玻璃材料或3D打印。枪管作为阳极接受电化学蚀刻。

## 膛線的其他應用
就像人類的指紋，每一枝槍都有其獨特的膛線，因此鑑證人員可根據子彈發射後彈頭上被膛線削出來的線進行鑑證工作。

## 引用
1. ↑  马庆恒　崔中旺. . （原始内容存档于2005-02-08）.
2. ↑  ANDY. . （原始内容存档于2007-02-20）.
3. ↑  CN102284753A,宁艳 & 张春会,「一种固定阴极法电解加工身管膛线的工具」
4. ↑  . Odysee.   [2023-04-16]. （原始内容存档于2023-04-20）.

## 外部連結
- （中文）-文匯報-憑彈殼坑紋 可知何槍發射 （页面存档备份，存于）
- （中文）-軍械法證科先進儀器有助警隊維持治安 （页面存档备份，存于）